# Kephalos (Politiker)
Kephalos (altgriechisch Κέφαλος) war ein attischer Töpfer, Politiker und Rhetor, der gegen Ende des 5. und Anfang des 4. Jahrhunderts v. Chr. bedeutenden Einfluss auf die demokratische Entwicklung seiner Heimatstadt nahm.
Kephalos stammte wohl aus dem Demos Kollytos. Seinen Lebensunterhalt bestritt er als Töpfer, allerdings ist unklar, was er für Produkte produzierte, Zuschreibungen sind unmöglich. Nach Ende des Peloponnesischen Krieges und der anschließenden Herrschaft der Dreißig war er einer der Protagonisten bei der Wiedereinführung der attischen Demokratie, die er ebenso wie die Erneuerung der athenischen Macht mit Wort und Tat unterstützte. 399 v. Chr. unterstützte er Andokides im neu aufgerollten Mysterienprozess um den Hermenfrevel des Jahres 415 v. Chr. 387/386 v. Chr. stellte er den Antrag, dass Phanokritos von Paros per Dekret die proxenía verliehen wurde. Mit dem ehrenvollen Amt war die Vertretung der Fremden in der Stadt verbunden. 384/383 v. Chr. war er Gesandter Athens auf Chios, wo er einen bedeutenden Vertrag abschloss, der Grundlage für den Zweiten attischen Seebund und damit den Wiederaufstieg Athens im 4. Jahrhundert v. Chr. war. Unsicher ist, ob Kephalos 379/378 v. Chr. den Antrag in der Volksversammlung stellte, die Thebaner im Kampf gegen die Spartaner zu unterstützen.